# Dronning Elizabeth-øerne
Dronning Elizabeth-øerne (engelsk: Queen Elizabeth Islands) er en gruppe øer i det nordligste Canada, mellem 74° og 83°N. Øgruppen er adskilt fra Grønland ved Nares Strædet, og fra de syd for liggende kanadiske øer Baffin Island og Victoria ø ved Lancaster Sund og Melville Sund. Administrativt hører øgruppen til Nunavut-territoriet.
Øgruppen består af mange forholdsvis store øer, hvoraf Ellesmere Island er den største. Andre store øer er Devon Island, Melvilleøen, Axel Heibergs land, Bathurstøen, Ellef Ringnes' ø og Amund Ringnes' ø.
Klimaet er arktisk, vegetationen er tundra, og flere af øerne har store gletsjere.
80°N 93°V / 80°N 93°V